# Majorca Open 1999
Il Majorca Open 1999 è stato un torneo di tennis giocato sulla terra rossa.
È stata la 5ª edizione dell'Open de Tenis Comunidad Valenciana,
che fa parte della categoria International Series nell'ambito dell'ATP Tour 1999.
Si è giocato a Maiorca in Spagna,dal 13 al 20 settembre 1999.

## Campioni

### Singolare
Juan Carlos Ferrero ha battuto in finale  Àlex Corretja con il punteggio di 2–6, 7–5, 6–3

### Doppio
Lucas Arnold Ker /  Tomás Carbonell hanno battuto in finale  Alberto Berasategui /  Francisco Roig con il punteggio di 6–1, 6–4